# Захарьин-Юрьев, Никита Романович
Ники́та Рома́нович Заха́рьин-Ю́рьев (ок. 1522 — 23 апреля 1586 или 1585) — русский государственный деятель, окольничий с 1558/1559 года, боярин с 1562/1563 года, дворецкий с 1565/1566 года. Основатель династии Романовых.
Младший (третий) сын окольничего и воеводы Романа Юрьевича Захарьина-Кошкина (ум. 1543) от первой жены, либо от второго брака с Ульяной Фёдоровной, дед русского царя Михаила Фёдоровича, отец патриарха Филарета, шурин Иоанна Грозного (брат его первой жены Анастасии Романовны), родной дядя царя Фёдора Иоанновича.

## Биография
3 февраля 1547 года Никита Романович Захарьин-Юрьев присутствовал на свадьбе царя Ивана Васильевича с Анастасией Романовной, где, как один из братьев невесты, был «спальником» и «мовником».
3 ноября 1547 года на свадьбе удельного князя Юрия Васильевича Углицкого (младшего брата Ивана Грозного) с княжной Ульяной Дмитриевной Палецкой, у постели была его жена Варвара Ивановна, а сам он должен был спать у постели, ездить с князем и мыться с ним в мыльне.
В конце 1547 — начале 1548 года во время первого похода царя Ивана Грозного на Казанское ханство Никита Романович Захарьин был рындой при царской особе.
В 1552 году, во время взятия Казани, Никита Захарьин вероятно был с царём, так как князь Андрей Курбский в «Истории» упомянул, что шурья, то есть Данила и Никита Романовичи, посоветовали царю немедленно вернуться в Москву, к Анастасии Романовне. После известия о рождении сына Иван Васильевич послал Никиту Романовича в Москву с поздравлениями.
Участвовал в шведском походе 1551 года; был воеводой во время литовского похода (1559, 1564—1567). В 1559 году во время похода на Ливонию Никита Романович Захарьин-Юрьев был вторым воеводой и товарищем князя Василия Семёновича Серебряного в передовом полку. Затем Н. Р. Захарьин был переведен вторым воеводой в сторожевой полк, где стал товарищем и заместителем князя Андрея Ивановича Ногтёва-Суздальского. В 1560 году в Разряде сказано: «А наперед больших бояр и воевод ходили в войну: в большом полку боярин князь Василий Семенович Серебряный, да окольничий Никита Романович Юрьев».
В 1558/1559 году Никита Романович получил чин окольничего, а в 1562/1563 году — боярина. Кроме того, после смерти старшего брата Данилы Романовича был сделан в 1564/1565 году дворецким и наместником тверским.
Весной 1564 года «по крымским вестям» Н. Р. Захарьин-Юрьев был назначен вторым воеводой полка правой руки (при князе И. Ф. Мстиславском) в Кашире. Князь Андрей Иванович Татев, назначенный вторым воеводой в полк левой руки, затеял местнический спор с Никитой Захарьиным. Первый воевода большого полка князь Иван Дмитриевич Бельский сообщал царю, что князь Татев «списков не взял», а сам князь Татев писал государю, что ему «в левой руке быти не мочно для Никиты Романовича, что Никита в правой руке». Царь ответил обоим, чтоб он «списки взял, и в левой руке был, а меньши ему Никиты быти пригоже». По «тайной росписи» Никита Романович должен был идти с сторожевым полком «с берега» и навстречу к царю Ивану Васильевичу.
В августе того же 1564 года Н. Р. Захарьин был вызван из Каширы в Москву для переговоров с литовским гонцом. Из Коломны был одновременно вызван и князь Иван Дмитриевич Бельский. В том же году, в случае прихода «крымских людей на украйну», Н. Р. Романов назначен был, в числе других бояр, остаться в Москве. В начале 1565 года, когда царь Иван Грозный разделил Русское государство на опричнину и земщину, то оставил своего шурина Никиту Романовича членом земского правительства.
В мае 1565 года Никита Романович Захарьин подписался под грамотою об отправке посольства в Ногайскую орду, к новому правителю её Тинехмату, сыну умершего в 1563 году Измаила, противника крымского хана Девлет Герая.
В январе-марте 1566 года царь Иван Грозный, отобрав у своего двоюродного брата, удельного князя Владимира Андреевича Старицкого, города Старицу и Верею с волостями, пожаловал ему во владение Дмитров и Звенигород с волостями. В царских грамотах об обмене упомянуты бояре Иван Петрович Фёдоров-Челяднин и Никита Романович Захарьин-Юрьев.
В мае-сентябре 1566 года ближняя дума, в которую входили князь Иван Дмитриевич Бельский, боярин Иван Васильевич Шереметев (Большой) и Никита Романович Захарьин-Юрьев, вела переговоры в Москве с литовскими послами, панами Ю. Ходкевичем, Ю. Тышкевичем и писарем М. Гарабурдой.
В 1567—1570 годах боярин Никита Романович Захарьин участвовал в дипломатических переговорах с литовскими посольствами.
В 1569 году Н. Р. Захарьин-Юрьев был назначен на «польской украйне» вторым воеводой полка правой руки и товарищем князя И. Ф. Мстиславского. В случае прихода «крымских людей» за р. Оку Н. Р. Захарьин должен был возглавить передовой полк на южной границе. В 1570 году во время нападения крымских татар на южнорусские земли боярин Никита Захарьин был оставлен царем в Москве.
В 1571 году воеводы Никита Романович Захарьин и Фёдор Васильевич Шереметев поставили крепость на озере Нещердо на Витебщине, на границе Себежского и Невельского уезда.
Зимой 1572 года — один из воевод передового полка во время царского похода в Великий Новгород против шведов. Был оставлен царем одним из городовых воевод в Новгороде. В начале 1573 года — второй воевода передового полка в ливонском походе на Пайде. Осенью того же года находился в Муроме, где руководил сбором ратных людей для похода против восставших казанских татар. Поход был отменен, так как «казанские люди в Муроме добили челом и договор учинили о всем по государеву наказу».
В 1573 году Никита Романович Захарьин-Юрьев присутствовал на свадьбе ливонского короля Магнуса с княжной Марией Владимировной Старицкой.
В январе 1574 года Н. Р. Захарьин — второй воевода большого полка (при ногайском мурзе Афанасии Шейдяковиче) в новом ливонском походе. Затем по новой росписи полков «литовской украйны» был назначен вторым воеводой большого полка (при царе Симеоне Бекбулатовиче).
В феврале 1574 года царь Иван Грозный назначил своего шурина Никиту Романовичу Захарьина руководителем сторожевой и станичной службы. В мае того же 1574 года — боярин Никита Романович Захарьин-Юрьев — воевода полка правой руки в Мышеге, где защищал южнорусские рубежи от набегов крымских татар.
В 1575 году боярин Н. Р. Захарьин участвовал в новом ливонском походе, во время которого взял город Пернау (Пернов) и изумил жителей своим великодушием, предоставив им право добровольно присягнуть на верность царю или покинуть город со своим имуществом.
В декабре 1575 года по поручению царя боярин Никита Романович Захарьин, князь Сицкий и дьяк Андрей Щелкалов вели предварительные переговоры с имперским посольством в Дорогобуже.
Весной 1577 года Н. Р. Захарьин — первый воевода полка правой руки в походе царя Ивана Грозного на Ливонию. В конце 1578 года боярин Никита Романович Юрьев во главе земского руководства занимался приготовлениями к войне против короля Речи Посполитой Стефана Батория.
В феврале 1582 года боярин Никита Романович Захарьин участвовал в переговорах с папским посланником Антонием Поссевино, а в следующем 1583 году — в переговорах с английским послом Боусом.
В ночь с 18 на 19 марта 1584 года царь Иван Грозный скончался, на московский царский трон вступил Фёдор Иоаннович (1584—1598), родной племянник Никиты Романовича. Перед смертью Иван Грозный создал регентский совет, которому поручил опеку над своим слабым сыном и наследником Фёдором. Согласно Р. Г. Скрынникову, в состав опекунского совета вошли бояре князь Иван Фёдорович Мстиславский, Никита Романович Захарьин-Юрьев, Борис Фёдорович Годунов, князь Иван Петрович Шуйский, Богдан Яковлевич Бельский, казначей Пётр Иванович Головин и дьяк Андрей Яковлевич Щелкалов. В 1584—1585 году Никита Романович Захарьин, входя в состав опекунского совета, участвовал в управлении государством.
В августе 1584 года боярин Никита Романович сильно заболел и уже больше не принимал участия в государственных делах. Чувствуя приближение смерти, он взял с конюшего Бориса Годунова клятву «соблюдать» его детей и «вверил» ему попечение о своём семействе. Один из современников свидетельствует, что Борис «клятву страшну тем сотвори, яко братию и царствию помогателя имети».
Проживал боярин Никита Романович в своих палатах на Варварке в Китай-городе (сейчас в них открыт Музей боярского быта XVI—XVII веков).
Умер Никита Романович Захарьин-Юрьев 23 апреля 1585 года или 1586 года, приняв монашество с именем Нифонта; погребён в фамильном склепе в подклете Преображенского собора Новоспасского монастыря.

## Семья

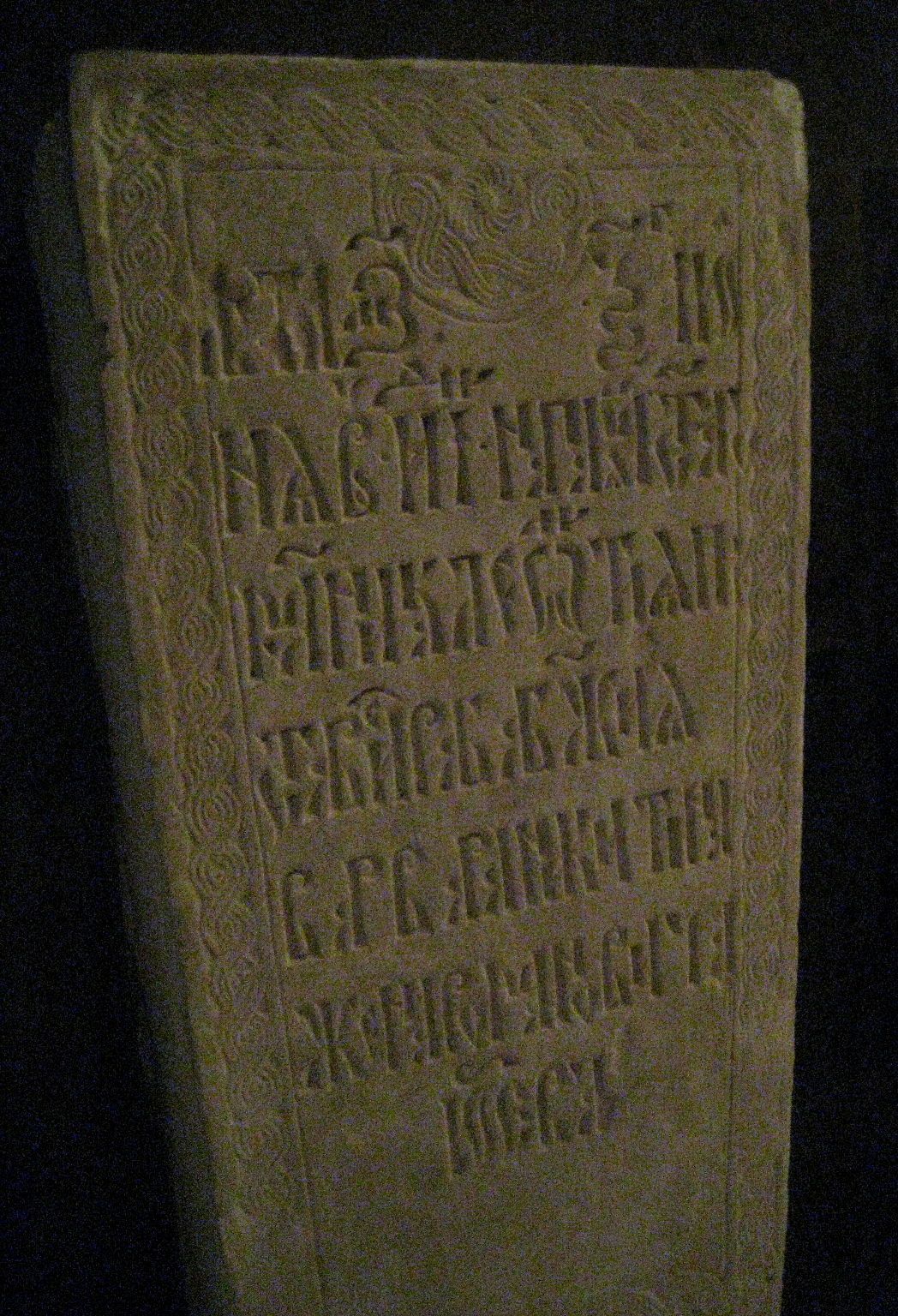
Новоспасский монастырь. Усыпальница Романовых. Надпись на надгробии «Варвара, жена Никиты Романовича/ умерла лета 7063, июня в 18 день, на память святого мученика Леонтия».

Первая супруга Никиты Романовича — Варвара Ивановна Ховрина (ум. 18 июня 7063 (1552) года), дочь Ивана Дмитриевича Ховрина, — происходила из боярского рода Ховриных-Головиных.
Вторая жена — княжна Евдокия Александровна Горбатая-Шуйская (ум. 4 апреля 1581) — дочь знаменитого полководца грозненской эпохи. Доподлинно неизвестно, от какой из жён был рождён будущий патриарх Филарет; существующая теория, что от второй, позволяла Романовым найти у себя кровь Рюриковичей; однако она остаётся недоказанной, хотя и поддерживается рядом современных исследователей.
Дети
1. Анна (ум. 1585) — супруга князя Ивана Фёдоровича Троекурова;
2. Евфимия (ум. 1602) — супруга князя Ивана Васильевича Сицкого;
3. Фёдор (Филарет) (ок. 1556—1633);
4. Марфа (ум. 1610) — супруга князя Бориса Камбулатовича Черкасского;
5. Лев (ум. 1595);
6. Михаил (ум. 1602);
7. Александр (ум. 1602);
8. Никифор (ум. 1601);
9. Иван Каша (ум. 1640);
10. Ульяна (ум. 1565)— в младенчестве;
11. Ирина (ум. 1639) — супруга Ивана Ивановича Годунова;
12. Анастасия (ум. 1655) — супруга князя Бориса Михайловича Лыкова-Оболенского;
13. Василий (ум. 1602).

Предки

## В культуре

### Кино
- 2018 — «Годунов» (исполнитель роли — Лев Прыгунов)

### Театр
- 1976 — в театре имени Комиссаржевской спектакль «Смерть Иоанна Грозного» по пьесе А.К. Толстого (исполнитель роли — Пётр Шелохонов)

### Комментарии
1. ↑  Например, Р. Г. Скрынниковым[7] и в учебном пособии «Отечественная генеалогия» (Кемеровский государственный университет)[8].